# Moliniacium
Das Moliniacium ist in der Erdgeschichte ein Zeitabschnitt des Karbon. Es ist die untere regionale Unterstufe (von manchen Autoren auch als Stufe benutzt) der regionalen und globalen Stufe des Viséums in Belgien. In absoluten Zahlen ausgedrückt dauerte das Moliniacium von etwa 345,5 bis etwa 340 Millionen Jahren. In der regionalen Stufen-/Unterstufengliederung des Karbon in Belgien folgt das Moliniacium auf das Ivorium, es wird vom Livium, der mittleren regionalen Unterstufe des Viséum abgelöst.

## Geschichte und Namensgebung
Die Unterstufe bzw. Stufe ist nach dem Fluss Molignée, einem kleinen Nebenfluss der Maas zwischen Namur und Dinant benannt. Der Stratotyp ist ein Profil entlang der kleinen Straße ("Rue des Bruyères"), die von der N 971 (‘Rue de la Molignée’) zum Ort Salet verläuft, auf der rechten Seite des Tals der Molignée, ungefähr 4 km westsüdwestlich von Yvoir (Belgien). Das Moliniacium wurde von Raphael Conil, Eric Groessens und Henri Pirlet 1977 ursprünglich als Stufe vorgeschlagen, von späteren Autoren jedoch meist im Rang einer Unterstufe benutzt. Nach der Stratigraphischen Tabelle von Deutschland 2002 ist es auch in Deutschland als Unterstufe des Viséum verfügbar.

## Definition und Korrelation
Die Basis des Moliniacium wird durch das Erstauftreten der Foraminiferen-Art Eoparastaffella simplex markiert. Die Untergrenze des Livium und damit die Obergrenze des Moliniacium ist durch das Auftreten der Foraminiferen-Gattung und -Art Koskinotextularia und Pojarkovella nibelis charakterisiert. Das Moliniacium wird heute mit dem unteren Teil des Viséum korreliert.
Die Dauer des Moliniacium wie auch Beginn und Ende ist noch unsicher, und differieren je nach verwendeter Zeitskala. Nach Menning et al. (2000) dauerte es von 342,5 bis 337,5 Millionen Jahre, nach der Stratigraphischen Tabelle von Deutschland 2002 (STD2002) reicht das Moliniacium von etwa 345,5 bis etwa 340 Millionen Jahren. In der Geological Time Scale 2004 (GTS2004) hat es eine Dauer von 6,4 Millionen (von 345,3 bis 338,9).

## Untergliederung
Das Moliniacium kann biostratigraphisch in die Foraminiferen-Zone MFZ9 bis MFZ11 untergliedert werden. In der Abfolge der rugosen Korallen nimmt es den oberen Teil der RC4 und den unteren Teil der RC5 ein.